# Зелтинская волость
Зелтинская волость (латыш. Zeltiņu pagasts) — одна из шестнадцати территориальных единиц Алуксненского края Латвии. Находится на юге края. Граничит с Илзенской, Алсвикской и Калнцемпской волостями своего края, Белявской и Леясциемской волостями Гулбенского края.
Крупнейшими населёнными пунктами волости являются сёла: Зелтини (волостной центр), Айзпуриеши, Иошкас, Кундрати, Медни, Мицпапи, Вилки.
Через Зелтинскую волость проходит региональная автодорога P34 (Синоле — Зелтини — Силакрогс), которая в районе села Дукулиена пересекается с дорогой P44 (Илзене — Лизеспастс).
В Зелтини функционирует Зелтинская лютеранская церковь. В нескольких километрах от села находится территория бывшей ракетной базы Советской Армии.
По территории волости протекают реки: Бружупите, Медньупе, Мелнупе. Крупные водоёмы: Киплокуэзерс, Патражс, Судалэзерс.

## История
Нынешняя Зелтинская волость была сформирована в 1866 году на землях Зелтинского поместья. В 1935 году в Зелтинской волости Валкского уезда проживало 986 жителей на площади 53,7 км².
В 1945 году в Зелтинской волости были созданы Мелнупский и Зелтинский сельские советы (в 1946—1949 годах в составе Алуксненского уезда). После отмены в 1949 году волостного деления Зелтинский сельсовет входил поочерёдно в состав Апского (1949—1956), Алуксненского (1956—1962, 1967—2009) и Гулбенского (1962—1967) районов.
В 1954 году к территории Зелтинского сельсовета был присоединён ликвидированный Мелнупский сельсовет.
В 1990 году Зелтинский сельсовет был реорганизован в волость. В 2009 году, по окончании латвийской административно-территориальной реформы, Зелтинская волость вошла в состав Алуксненского края.

## Известные люди
- Эдгар Лиепиньш (1929—1995) — латвийский актёр.